# 东南大学物理学院
东南大学物理学院成立于1920年，是中國物理学的前驱。

## 现况概览

### 专业设置
博士与硕士研究生专业
- 理论物理
- 凝聚体物理学
- 粒子物理与原子核物理
- 微电子学与固体电子学
- 光学

(另有生物物理学硕士专业)
本科专业
- 物理学
- 应用物理学
- 声学

### 其他
凝聚体物理学、理论物理学、微电子与固体电子学为中国国家重点学科。

## 历史概要
- 1902年三江师范学堂和后来的两江师范学堂时期，设理化科。1914年筹建南京高等师范学校，设理化部，1919年改为数理化部。
- 1920年南京高师时期，物理学系成立，胡刚复担当首任系主任，创建了中国最早的物理实验室。後來，隨著學校先後更名國立東南大學、中央大學和南京大學，物理系隨之更名國立東南大學物理系、中央大學物理系、南京大學物理系。
- 2009年，东南大学设立理学部，物理系隶属于东南大学理学部。

## 链接
- 东南大学物理系（页面存档备份，存于）